# Martinsyde G.100
Los Martinsyde G.100 "Elephant" y G.102 fueron aviones de combate británicos de la Primera Guerra Mundial, construidos por Martinsyde. El modelo recibió el nombre de "Elefante" debido a su tamaño relativamente grande y a su falta de maniobrabilidad. El G.102 se diferenciaba del G.100 únicamente por tener un motor más potente.

## Diseño y desarrollo
Un avión inusualmente grande para los estándares contemporáneos para un monoplaza, el biplano decalado de dos vanos de misma envergadura Elephant fue diseñado por A.A. Fletcher de la Martinsyde Company; realizando pruebas en el otoño de 1915 un prototipo propulsado por un motor Austro-Daimler de 120 hp.
La versión de producción inicial, el G.100, estaba propulsada por un motor Beardmore de seis cilindros y 120 hp, y estaba armada con una única ametralladora Lewis de 7,7 mm alimentada por tambor montada sobre la sección central. Se amplió más tarde con un soporte de arma similar montado en el lado de babor del fuselaje, por detrás de la cabina.
El G.100 fue sucedido gradualmente por el G.102 con un motor Beardmore de 160 hp. La velocidad máxima del avión era 174 km/h al nivel del mar, descendiendo a 160 km/h a 3048 m (10 000 pies); tenía un techo máximo de 4300 m (14 000 pies).

## Historia operacional
El G.100 fue construido originalmente como un caza monoplaza de largo alcance y de escolta, pero debido a su tamaño y peso fue reclasificado como bombardero diurno.
Las entregas al RFC comenzaron a mediados de 1916, fabricándose un total de 270 unidades. Los G.100 y G.102 Elephant fueron utilizados en Francia y Oriente Medio, aunque sólo el No. 27 Squadron del RFC fue completamente equipado con este modelo.
Si bien no tuvo mucho éxito como caza debido a su escasa agilidad en comparación con otros cazas de la época, el Elephant prestó un útil servicio en bombardeos de largo alcance, llevando hasta un 120 kg de carga de bombas. Desempeñó con éxito esta función desde el verano de 1916 hasta finales de 1917. También se utilizó para reconocimiento fotográfico de largo alcance, donde se requería estabilidad y resistencia (el modelo era capaz de realizar un vuelo de cinco horas y media).

## Variantes
G.100
Biplano monoplaza de caza-exploración, bombardero y reconocimiento, propulsado por un motor de pistón Beardmore de 89 kW (120 hp). 100 construidos.
G.102
Biplano monoplaza de caza-exploración, bombardero y reconocimiento, propulsado por un motor de pistón Beardmore de 119 kW (160 hp). 171 construidos. El aumento del tamaño del motor y del consumo de combustible resultó en una pérdida de autonomía, y el G.102 sólo era capaz de volar durante cuatro horas y media.

## Operadores
Australia
- Cuerpo Aéreo australiano.[4]

 Reino Unido
- Real Cuerpo Aéreo[2][5]

## Especificaciones (G.100)
Referencia datos: The British Fighter since 1912

### Características generales
- Tripulación: Uno (piloto)
- Longitud: 8,1 m (26,5 ft)
- Envergadura: 11,6 m (38 ft)
- Altura: 3 m (9,7 ft)
- Superficie alar: 42,4 m² (456,4 ft²)[1]
- Peso vacío: 814 kg (1794,1 lb)
- Peso cargado: 1100 kg (2424,4 lb)
- Planta motriz: 1× motor lineal de seis cilindros refrigerado por agua Beardmore 120 hp.
  - Potencia: 89 kW (123 HP; 121 CV)
- Hélices: Bipala de paso fijo

### Rendimiento
- Velocidad máxima operativa (Vno): 154 km/h (96 MPH; 83 kt)
- Alcance: 720 km (389 nmi; 447 mi) [1] (4 h 30 min)
- Techo de vuelo: 4300 m (14 108 ft)
- Carga alar: 25 kg/m² (5,1 lb/ft²)
- Tiempo a altitud: 16 min para 3048 m (10 000 pies) con motor Beardmore 120 hp[1]

### Armamento
- Ametralladoras: 

  - 1x Lewis de 7,7 mm frontal fija sobre la sección central del ala superior
  - 1x Lewis de 7,7 mm flexible instalada por detrás de la cabina, apuntando hacia atrás
- Bombas: Hasta 120 kg